# Luke Haakenson
Luke Haakenson (Maple Grove, 10 settembre 1997) è un calciatore statunitense, centrocampista del San Antonio FC.

## Carriera
Ha iniziato a giocare a calcio presso la Creighton University, durante il periodo scolastico ha anche militato con Minneapolis City, Des Moines Menace, Chicago FC United e di nuovo Minneapolis City nelle categorie dilettantistiche del campionato statunitense. Il 13 gennaio 2020 viene scelto nel corso dell'MLS SuperDraft 2020 dal Nashville, che tuttavia decide di girarlo subito in prestito ai Charlotte Independence per l'intera stagione. Rientrato dal prestito, ha debuttato in MLS il 24 aprile 2021, nell'incontro pareggiato per 2-2 contro il Montréal Impact; il 26 giugno successivo ha realizzato le sue prime reti in campionato, siglando una doppietta nella vittoria per 3-2 sul Toronto FC.

## Statistiche

### Presenze e reti nei club
Statistiche aggiornate al 23 giugno 2022.
| Stagione        | Squadra                | Campionato      | Campionato | Campionato | Coppe nazionali | Coppe nazionali | Coppe nazionali | Coppe continentali | Coppe continentali | Coppe continentali | Altre coppe | Altre coppe | Altre coppe | Totale | Totale |
| Stagione        | Squadra                | Comp            | Pres       | Reti       | Comp            | Pres            | Reti            | Comp               | Pres               | Reti               | Comp        | Pres        | Reti        | Pres   | Reti   |
| --------------- | ---------------------- | --------------- | ---------- | ---------- | --------------- | --------------- | --------------- | ------------------ | ------------------ | ------------------ | ----------- | ----------- | ----------- | ------ | ------ |
| 2016            | Minneapolis City       | PLA             | 2          | 1          |                 | -               | -               |                    | -                  | -                  |             | -           | -           | 2      | 1      |
| 2018            | Des Moines Menace      | USL PDL         | 10         | 0          |                 | -               | -               |                    | -                  | -                  |             | -           | -           | 10     | 0      |
| 2018            | Chicago FC United      | USL PDL         | 10+2       | 3          |                 | -               | -               |                    | -                  | -                  |             | -           | -           | 12     | 3      |
| 2019            | Minneapolis City       | NPSL            | 3          | 0          |                 | -               | -               |                    | -                  | -                  |             | -           | -           | 3      | 0      |
| 2020            | Charlotte Independence | USLC            | 16+1       | 3+0        |                 | -               | -               |                    | -                  | -                  |             | -           | -           | 17     | 3      |
| 2021            | Nashville              | MLS             | 19         | 2          |                 | -               | -               |                    | -                  | -                  |             | -           | -           | 19     | 2      |
| 2022            | Nashville              | MLS             | 9          | 0          | USOC            | 2               | 0               |                    | -                  | -                  |             | -           | -           | 11     | 0      |
| Totale carriera | Totale carriera        | Totale carriera | 72         | 9          |                 | 2               | 0               |                    | -                  | -                  |             | -           | -           | 74     | 9      |